# 紫羅蘭山
紫羅蘭山（英語：Violet Hill），原名高峒山，是香港一座山峰，位於香港島南區的淺水灣和赤柱交界。海拔433米，西面鄰近山峰高436米。兩個山峰均設有三角網測量站。鄰近畢拿山及聶高信山，屬於大潭郊野公園的範圍。大潭水塘位於紫羅蘭山的東面，衛奕信徑第一段亦經過紫羅蘭山，並連接淺水灣坳及孖崗山
紫羅蘭山有紫羅蘭山徑，入口一端在黃泥涌水塘公園側，出口在淺水灣坳（紫崗橋）。紫羅蘭山徑沿途可見水塘引水道，並可遠眺深水灣及南朗山一帶的景色。遊人可於淺水灣坳選擇返回陽明山莊、經孖崗山前往赤柱（衛奕信徑第一段起點）、或下山往淺水灣。

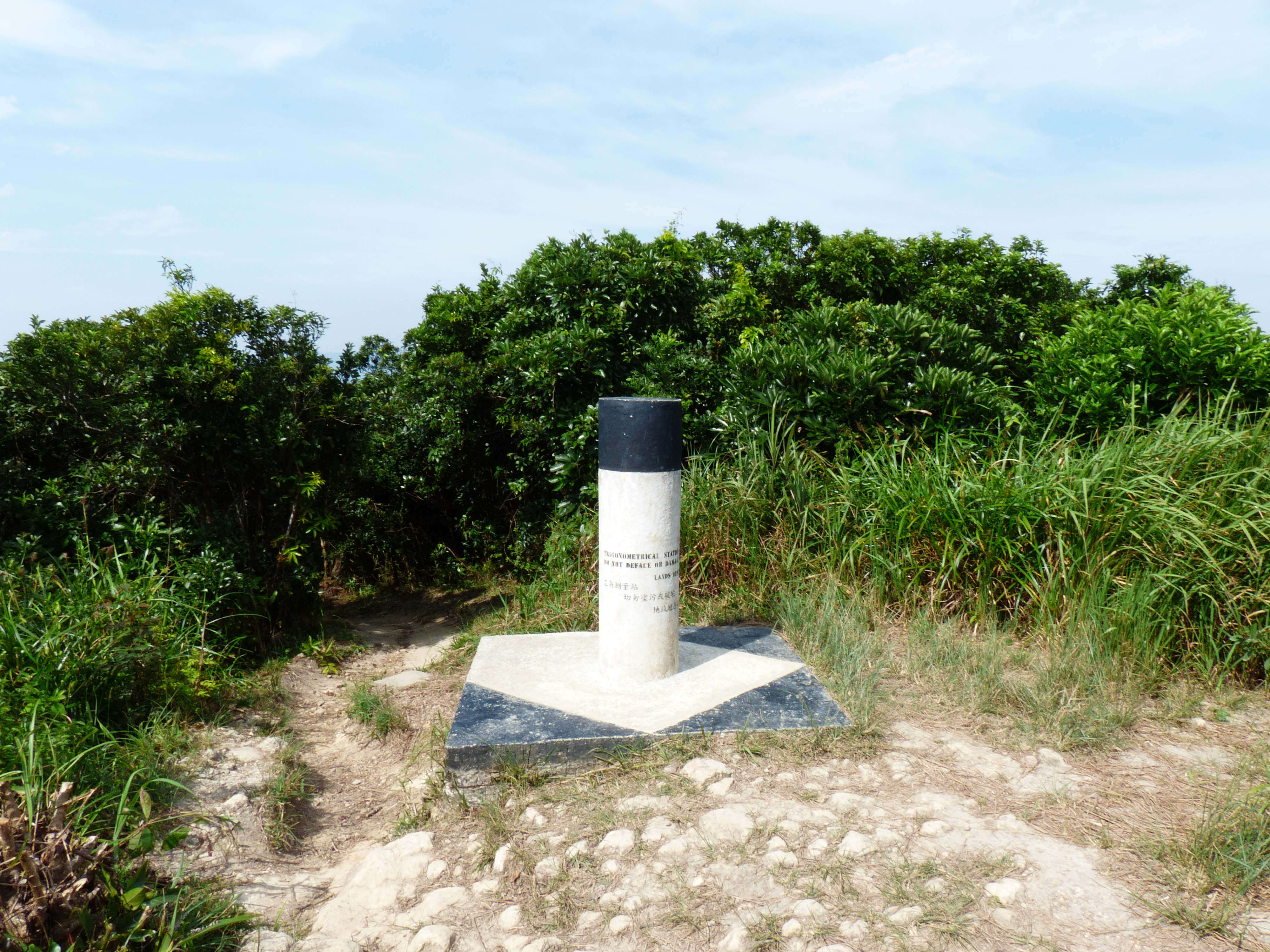
紫羅山山頂三角網測站
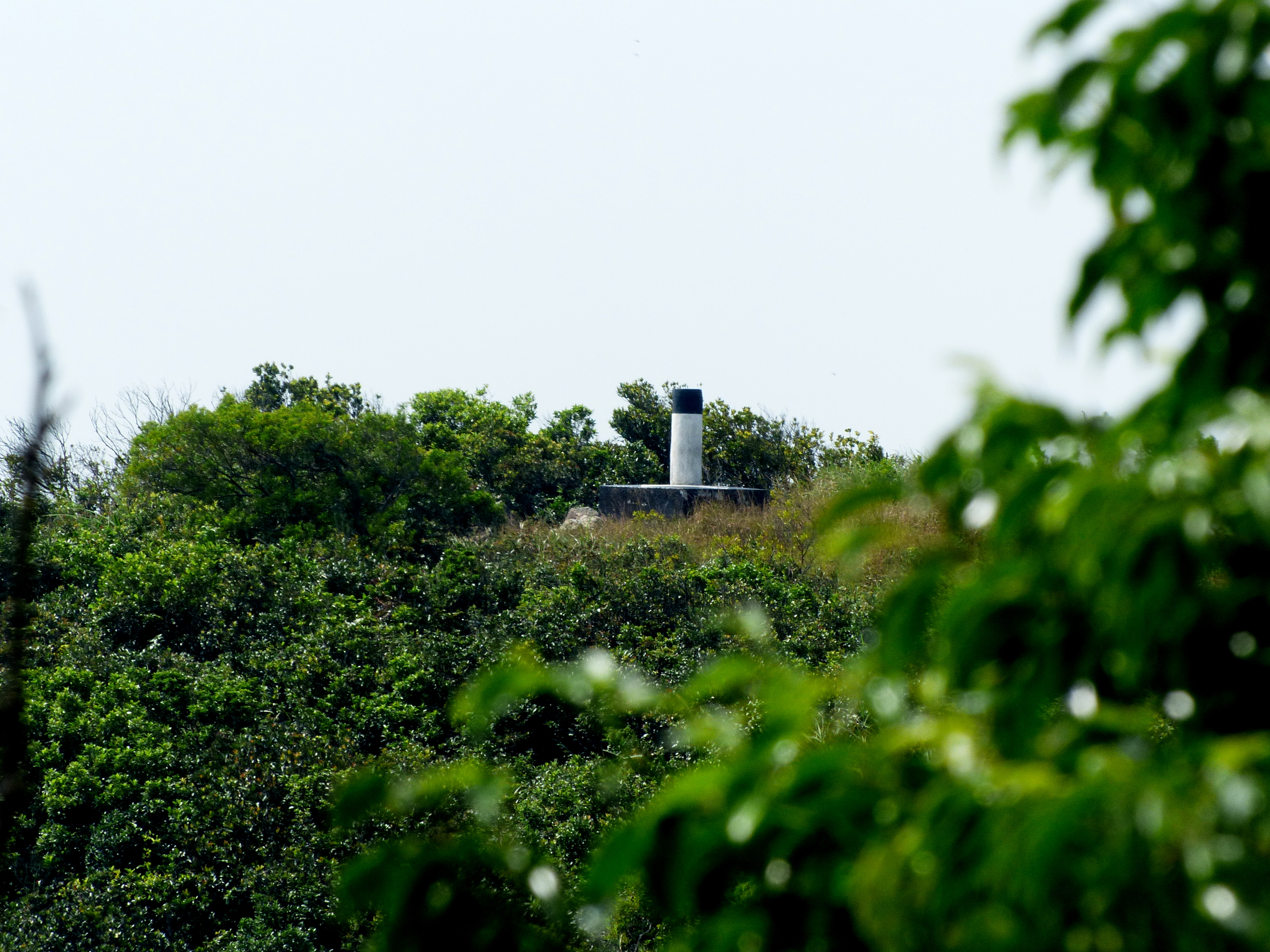
從紫羅山山頂望向西面436米高山峰